# Йоахим Вернер фон Алвенслебен
Йоахим Вернер фон Алвенслебен (на немски; * 8 януари 1591 в Еркслебен; † 5 януари 1639 в Гарделеген, Саксония-Анхалт) е благородник от род Алвенслебен в Саксония-Анхалт.
Той е най-големият син на Лудолф фон Алвенслебен (1574 – 1600) и съпругата му Елизабет фон дер Шуленбург (1574 – 1600), дъщеря на Вернер XVII фон дер Шуленбург (1541 – 1581) и Барта София фон Бартенслебен (1550 – 1606). Внук е на хуманиста и реформатор Йоахим I фон Алвенслебен (1514 – 1588).

## Фамилия
Йоахим Вернер фон Алвенслебен се жени 1616 г. за Елизабет Луция фон Залдерн (* 1596, Палтенбург; † 30 януари 1631), дъщеря на Буркхард IX фон Залдерн (1568 - 1635) и Анна фон Клитцинг († 1598). Те имат девет деца: 
- Елизабет Катарина фон Алвенслебен, омъжена за Хенинг фон Гризтов
- Анна Агнес фон Алвенслебен (* 1618; † 4 юли 1661, Ландин), омъжена 1653 г. за Албрехт Фолрат фон Рауххаупт-Хоентурм-Ландин (* ок. 1633, Ландин, Бранденбург)
- Лудолф Буркхард фон Алвенслебен, женен за Елизабет фон Велтхайм
- Йоахим Вернер II фон Алвенслебен (* 1620/1622, Калбе а.д.Милде; † 6 ноември 1679), женен на 8 май 1660 г. в Гьорциг за Мета Сузана фон Боденхаузен (* 10 февруари 1631, Гьорциг; † 3 април 1673, Валхаузен, Саксония); имат седем деца, между тях:
  - Йоахим Лудолф фон Алвенслебен (1661 – 1730), женен на 8 фрвруари 1693 г. в Калбе а.д.Милде за София Хедвиг фон Рауххаупт (1659 – 1726)
- Левин Бусо фон Алвенслебен
- Елизабет фон Алвенслебен
- Барбара София фон Алвенслебен
- Зигфрид Андреас фон Алвенслебен, женен I. за Магдалена София фон Кизлебен, II. за Маргарета Доротея фон Крахе
- Мария фон Алвенслебен

Йоахим Вернер фон Алвенслебен се жени втори път 1638 г. за Урсула София фон дер Шуленбург (* 7 май 1614, Щендал; † 1660), правнучка на Левин I фон дер Шуленбург (1510 – 1569), внучка на Дитрих X фон дер Шуленбург (1546 – 1598) и Анна фон Алвенслебен († 1585/1589), и дъщеря на Левин Рудолф фон дер Шуленбург (1582 – 1617) и Мария фон Клитцинг († 1630). Те имат една дъщеря:
- Урсула София/Анна София фон Алвенслебен (1638 – 1675), омъжена 1662 г. за Бастиан Кристиан фон Плото-Форграбов (* 1632; † 1 юни 1702, Фор Грабов)